# Diskografija Lil Waynea
Diskografija američkog repera Lil Waynea sastoji se od 9 studijskih albuma, 2 EP-a, 15 miksanih albuma, te 27 singlova kao i mnogo suradnji s drugim glazbenicima. Uključujući studijske albume i singlove Lil Wayne je prodao 32 milijuna nosača zvuka na svijetu.

## Albumi

### Studijski albumi
| Godina                                                                                     | Detalji o albumu | Završne pozicije na top ljestvicama | Završne pozicije na top ljestvicama | Završne pozicije na top ljestvicama | Završne pozicije na top ljestvicama | Završne pozicije na top ljestvicama | Prodaja          | Certifikacije                                          |
| Godina                                                                                     | Detalji o albumu | SAD                                 | SAD R&B                             | SAD Rap                             | KAN                                 | UK                                  | Prodaja          | Certifikacije                                          |
| ------------------------------------------------------------------------------------------ | --- | ----------------------------------- | ----------------------------------- | ----------------------------------- | ----------------------------------- | ----------------------------------- | ---------------- | ------------------------------------------------------ |
| 1999.                                                                                      | Tha Block Is Hot - Objavljeno: 2. studenog 1999. - Diskografska kuća: Cash Money, Universal - Formati: CD, kaseta, digitalni download         | 3                                   | 1                                   | *                                   | —                                   | —                                   | - SAD: 1,325,492 | - SAD: Platinasta                                      |
| 2000.                                                                                      | Lights Out - Objavljeno: 19. prosinca 2000. - Diskografska kuća: Cash Money, Universal - Formati: CD, kaseta, digitalni download              | 16                                  | 2                                   | *                                   | —                                   | —                                   | - SAD: 851,685   | - SAD: Zlatna                                          |
| 2002.                                                                                      | 500 Degreez - Objavljeno: 23. srpnja 2002. - Diskografska kuća: Cash Money, Universal - Formati: CD, digitalni download, LP                   | 6                                   | 1                                   | *                                   | —                                   | —                                   | - SAD: 483,000   | - SAD: Zlatna                                          |
| 2004.                                                                                      | Tha Carter - Objavljeno: 29 lipnja 2004. - Diskografska kuća: Cash Money, Universal - Formati: CD, digitalni download, LP                     | 5                                   | 2                                   | 1                                   | —                                   | —                                   | - SAD: 878,000   | - SAD: Zlatna                                          |
| 2005.                                                                                      | Tha Carter II - Objavljeno: 6. prosinca 2005. - Diskografska kuća: Cash Money, Universal - Formati: CD, digitalni download, LP                | 2                                   | 1                                   | 1                                   | 26                                  | —                                   | - SAD: 1,300,000 | - SAD: Platinasta                                      |
| 2008.                                                                                      | Tha Carter III - Objavljeno: 10. lipnja 2008. - Diskografska kuća: Cash Money, Universal Motown - Formati: CD, digitalni download, LP         | 1                                   | 1                                   | 1                                   | 1                                   | 23                                  | - SAD: 3,600,000 | - SAD: 3× Platinasta - KAN: 2× Platinasta - UK: Zlatna |
| 2010.                                                                                      | Rebirth - Objavljeno: 2. veljače 2010. - Diskografska kuća: Young Money, Universal Motown - Formati: CD, digitalni download, LP               | 2                                   | 1                                   | 1                                   | 5                                   | 24                                  | - SAD: 683,000   | - SAD: Zlatna                                          |
| 2010.                                                                                      | I Am Not a Human Being - Objavljeno: 27. rujna 2010. - Diskografska kuća: Young Money, Universal Motown - Formati: CD, digitalni download, LP | 1                                   | 1                                   | 1                                   | 4                                   | 56                                  | - SAD: 925,000   | - SAD: Zlatna                                          |
| 2011.                                                                                      | Tha Carter IV - Objavljeno: 29. kolovoza 2011. - Diskografska kuća: Young Money, Universal Motown - Formati: CD, digitalni download, LP       | —                                   | —                                   | —                                   | —                                   | 8                                   |                  |                                                        |
| "—" znači da album nije objavljen u tom području ili da nije dospio je glazbenu ljestvicu. | |                                     |                                     |                                     |                                     |                                     |                  |                                                        |

### EP-ovi
| The Leak                                                                                   | - Objavljeno: 25. prosinca 2007. - Diskografska kuća: Cash Money - Formati: CD, digitalni download, LP | —  | —  |
| Mr. Carter                                                                                 | - Objavljeno: 23. studenog 2009. - Diskografska kuća: Cash Money - Formati: CD, digitalni download, LP | 60 | 23 |
| "—" znači da album nije objavljen u tom području ili da nije dospio je glazbenu ljestvicu. | |    |    |

### Kompilacije
| Album                                                    | Detalji o albumu                                                                                                   | Završne pozicije na top ljestvicama | Završne pozicije na top ljestvicama | Završne pozicije na top ljestvicama | Certifikacije |
| Album                                                    | Detalji o albumu                                                                                                   | SAD                                 | SAD R&B                             | SAD Rap                             | Certifikacije |
| -------------------------------------------------------- | --- | ----------------------------------- | ----------------------------------- | ----------------------------------- | ------------- |
| Like Father, Like Son (zajedno s Birdman)                | - Objavljeno: 31. listopada 2006. - Diskografska kuća: Cash Money, Universal - Formati: CD, digitalni download, LP | 3                                   | 1                                   | 1                                   | - SAD: Zlatna |
| We Are Young Money (zajedno s Young Money Entertainment) | - Objavljeno: 21. prosinca 2009. - Diskografska kuća: Young Money, Universal - Formati: CD, digitalni download, LP | 9                                   | 3                                   | 1                                   | - SAD: Zlatna |

### Miksani albumi
| Da Drought                                                                                 | - Objavljeno: 2002.                                                                                 | —   | —  | — | —  |
| Da Drought 2                                                                               | - Objavljeno: 2004.                                                                                 | —   | —  | — | —  |
| The Prefix                                                                                 | - Objavljeno: 2004.                                                                                 | —   | —  | — | —  |
| The Suffix (zajedno s DJ Khaled)                                                           | - Objavljeno: 20. studenog 2005. - Formati: CD, digitalni download                                  | —   | —  | — | —  |
| Dedication (zajedno s DJ Drama)                                                            | - Objavljeno: 17. travnja 2006. - Diskografska kuća: On the Low - Formati: CD, digitalni download   | —   | 93 | — | —  |
| Dedication 2 (zajedno s DJ Drama)                                                          | - Objavljeno: 4. runa 2006. - Diskografska kuća: BCD - Formati: CD, digitalni download              | —   | 69 | — | 30 |
| Da Drought 3                                                                               | - Objavljeno: 2007. - Diskografska kuća: Young Money Entertainment - Formati: CD                    | —   | —  | — | —  |
| Dedication 3 (zajedno s DJ Drama)                                                          | - Objavljeno: 16. prosinca 2008. - Diskografska kuća: Aphilliates - Formati: CD, digitalni download | 111 | 28 | 9 | 12 |
| No Ceilings                                                                                | - Objavljeno: 31. listopada 2009. - Formati: digitalni download                                     | —   | —  | — | —  |
| Sorry 4 the Wait                                                                           | - Objavljeno: 13. srpnja 2011. - Formati: digitalni download                                        | —   | —  | — | —  |
| Dedication 4 (zajedno s DJ Drama)                                                          | - Objavljeno: 2011. - Formati: digitalni download                                                   | —   | —  | — | —  |
| "—" znači da album nije objavljen u tom području ili da nije dospio je glazbenu ljestvicu. | |     |    |   |    |

## Singlovi

### Kao vodeći izvođač
| Godina                                                                                     | Singl                                                  | Završne pozicije na top ljestvicama | Završne pozicije na top ljestvicama | Završne pozicije na top ljestvicama | Završne pozicije na top ljestvicama | Završne pozicije na top ljestvicama | Završne pozicije na top ljestvicama | Završne pozicije na top ljestvicama | Završne pozicije na top ljestvicama | Završne pozicije na top ljestvicama | Završne pozicije na top ljestvicama | Certifikacije                       | Album                  |
| Godina                                                                                     | Singl                                                  | SAD                                 | SAD R&B                             | SAD Rap                             | AUS                                 | KAN                                 | NJE                                 | IRS                                 | NZ                                  | ŠVE                                 | UK                                  | Certifikacije                       | Album                  |
| ------------------------------------------------------------------------------------------ | ------------------------------------------------------ | ----------------------------------- | ----------------------------------- | ----------------------------------- | ----------------------------------- | ----------------------------------- | ----------------------------------- | ----------------------------------- | ----------------------------------- | ----------------------------------- | ----------------------------------- | ----------------------------------- | ---------------------- |
| 1999.                                                                                      | "Tha Block Is Hot" (featuring Juvenile & B.G.)         | 72                                  | 24                                  | 27                                  | —                                   | —                                   | —                                   | —                                   | —                                   | —                                   | —                                   |                                     | Tha Block Is Hot       |
| 2000.                                                                                      | "Respect Us" (featuring Juvenile)                      | —                                   | —                                   | —                                   | —                                   | —                                   | —                                   | —                                   | —                                   | —                                   | —                                   |                                     | Tha Block Is Hot       |
| 2000.                                                                                      | "Get Off the Corner"                                   | —                                   | 88                                  | —                                   | —                                   | —                                   | —                                   | —                                   | —                                   | —                                   | —                                   |                                     | Lights Out             |
| 2001.                                                                                      | "Everything"                                           | —                                   | 119                                 | —                                   | —                                   | —                                   | —                                   | —                                   | —                                   | —                                   | —                                   |                                     | Lights Out             |
| 2001.                                                                                      | "Shine" (featuring Birdman, Mickey & Mack 10)          | 96                                  | 39                                  | —                                   | —                                   | —                                   | —                                   | —                                   | —                                   | —                                   | —                                   |                                     | Lights Out             |
| 2002.                                                                                      | "Way of Life" (featuring Big Tymers & TQ)              | 71                                  | 23                                  | 16                                  | —                                   | —                                   | —                                   | —                                   | —                                   | —                                   | —                                   |                                     | 500 Degreez            |
| 2002.                                                                                      | "Where You At"                                         | —                                   | —                                   | —                                   | —                                   | —                                   | —                                   | —                                   | —                                   | —                                   | —                                   |                                     | 500 Degreez            |
| 2003.                                                                                      | "Get Something" (featuring Mannie Fresh)               | —                                   | 97                                  | —                                   | —                                   | —                                   | —                                   | —                                   | —                                   | —                                   | —                                   |                                     | Singl nije s albuma    |
| 2004.                                                                                      | "Bring It Back" (featuring Mannie Fresh)               | —                                   | 47                                  | —                                   | —                                   | —                                   | —                                   | —                                   | —                                   | —                                   | —                                   |                                     | Tha Carter             |
| 2004.                                                                                      | "Go D.J."                                              | 14                                  | 4                                   | 3                                   | —                                   | —                                   | —                                   | —                                   | —                                   | —                                   | —                                   | - SAD: Zlatna                       | Tha Carter             |
| 2005.                                                                                      | "Fireman"                                              | 32                                  | 15                                  | 10                                  | —                                   | —                                   | —                                   | —                                   | —                                   | —                                   | —                                   | - SAD: Platinasta                   | Tha Carter II          |
| 2006.                                                                                      | "Hustler Musik"                                        | 87                                  | 26                                  | 16                                  | —                                   | —                                   | —                                   | —                                   | —                                   | —                                   | —                                   | - SAD: Platinasta                   | Tha Carter II          |
| 2006.                                                                                      | "Shooter" (featuring Robin Thicke)                     | —                                   | 97                                  | —                                   | —                                   | —                                   | —                                   | —                                   | —                                   | —                                   | —                                   |                                     | Tha Carter II          |
| 2007.                                                                                      | "Gossip"                                               | 115                                 | 109                                 | —                                   | —                                   | —                                   | —                                   | —                                   | —                                   | —                                   | —                                   |                                     | The Leak               |
| 2007.                                                                                      | "I'm Me"                                               | 97                                  | 63                                  | —                                   | —                                   | —                                   | —                                   | —                                   | —                                   | —                                   | —                                   | - SAD: Zlatna                       | The Leak               |
| 2008.                                                                                      | "Lollipop" (featuring Static Major)                    | 1                                   | 1                                   | 1                                   | 32                                  | 10                                  | 22                                  | 28                                  | 3                                   | 29                                  | 26                                  | - SAD: 5× Platinasta - NZ: Platinum | Tha Carter III         |
| 2008.                                                                                      | "A Milli"                                              | 6                                   | 1                                   | 1                                   | —                                   | 54                                  | —                                   | —                                   | —                                   | —                                   | 163                                 | - SAD: 2× Platinasta                | Tha Carter III         |
| 2008.                                                                                      | "Got Money" (featuring T-Pain)                         | 10                                  | 7                                   | 2                                   | —                                   | 30                                  | —                                   | —                                   | —                                   | —                                   | 108                                 | - SAD: 2× Platinasta                | Tha Carter III         |
| 2008.                                                                                      | "Mrs. Officer" (featuring Bobby Valentino & Kidd Kidd) | 16                                  | 5                                   | 2                                   | —                                   | —                                   | —                                   | —                                   | 12                                  | —                                   | 57                                  | - SAD: Platinasta - NZ: Zlatna      | Tha Carter III         |
| 2009.                                                                                      | "Prom Queen"                                           | 15                                  | 116                                 | —                                   | —                                   | 36                                  | —                                   | —                                   | —                                   | —                                   | 112                                 |                                     | Rebirth                |
| 2009.                                                                                      | "On Fire"                                              | 62                                  | 54                                  | 25                                  | —                                   | —                                   | —                                   | —                                   | —                                   | —                                   | 131                                 |                                     | Rebirth                |
| 2009.                                                                                      | "Drop the World" (featuring Eminem)                    | 18                                  | —                                   | —                                   | 56                                  | 24                                  | —                                   | 48                                  | —                                   | —                                   | 51                                  | - SAD: Platinasta                   | Rebirth                |
| 2010.                                                                                      | "Right Above It" (featuring Drake)                     | 6                                   | 4                                   | 1                                   | 98                                  | 34                                  | —                                   | —                                   | —                                   | —                                   | 37                                  | - SAD: Platinasta                   | I Am Not a Human Being |
| 2010.                                                                                      | "6 Foot 7 Foot" (featuring Cory Gunz)                  | 9                                   | 2                                   | 2                                   | —                                   | 50                                  | —                                   | —                                   | —                                   | —                                   | 71                                  | - SAD: 2× Platinasta                | Tha Carter IV          |
| 2011.                                                                                      | "John" (featuring Rick Ross)                           | 22                                  | 19                                  | 12                                  | —                                   | 90                                  | —                                   | —                                   | —                                   | —                                   | —                                   | - SAD: Zlatna                       | Tha Carter IV          |
| 2011.                                                                                      | "How to Love"                                          | 5                                   | 3                                   | 2                                   | 76                                  | 20                                  | —                                   | —                                   | —                                   | —                                   | 48                                  | - SAD: Platinasta                   | Tha Carter IV          |
| 2011.                                                                                      | "She Will" (featuring Drake)                           | 3                                   | 14                                  | 11                                  | —                                   | 16                                  | —                                   | —                                   | —                                   | —                                   | 58                                  |                                     | Tha Carter IV          |
| "—" znači da singl nije objavljen u tom području ili da nije dospio je glazbenu ljestvicu. |                                                        |                                     |                                     |                                     |                                     |                                     |                                     |                                     |                                     |                                     |                                     |                                     |                        |

### Ostale pjesme s top ljestvica
| Godina                                                                                     | Singl                                                       | Završne pozicije na top ljestvicama | Završne pozicije na top ljestvicama | Završne pozicije na top ljestvicama | Završne pozicije na top ljestvicama | Završne pozicije na top ljestvicama | Certifikacije | Album                                |
| Godina                                                                                     | Singl                                                       | SAD                                 | SAD R&B                             | SAD Rap                             | KAN                                 | UK                                  | Certifikacije | Album                                |
| ------------------------------------------------------------------------------------------ | ----------------------------------------------------------- | ----------------------------------- | ----------------------------------- | ----------------------------------- | ----------------------------------- | ----------------------------------- | ------------- | ------------------------------------ |
| 2004.                                                                                      | "Earthquake" (featuring Jazze Pha)                          | —                                   | 117                                 | —                                   | —                                   | —                                   |               | Tha Carter                           |
| 2006.                                                                                      | "I'm a D-Boy" (featuring Birdman)                           | —                                   | 30                                  | —                                   | —                                   | —                                   |               | Tha Carter II                        |
| 2007.                                                                                      | "Barry Bonds" (Kanye West featuring Lil Wayne)              | —                                   | 124                                 | —                                   | —                                   | —                                   |               | Graduation                           |
| 2007.                                                                                      | "Hello Brooklyn 2.0" (Jay Z featuring Lil Wayne)            | —                                   | 105                                 | —                                   | —                                   | —                                   |               | American Gangster                    |
| 2008.                                                                                      | "You Ain't Got Nuthin" (featuring Fabolous & Juelz Santana) | 81                                  | —                                   | —                                   | 81                                  | —                                   |               | Tha Carter III                       |
| 2008.                                                                                      | "3 Peat"                                                    | 66                                  | —                                   | —                                   | —                                   | —                                   |               | Tha Carter III                       |
| 2008.                                                                                      | "Mr. Carter" (featuring Jay Z)                              | 62                                  | 27                                  | 13                                  | —                                   | —                                   |               | Tha Carter III                       |
| 2008.                                                                                      | "Comfortable" (featuring Babyface)                          | —                                   | 72                                  | —                                   | —                                   | —                                   |               | Tha Carter III                       |
| 2008.                                                                                      | "Tie My Hands" (featuring Robin Thicke)                     | —                                   | 103                                 | —                                   | —                                   | —                                   |               | Tha Carter III                       |
| 2008.                                                                                      | "La La" (featuring Brisco & Busta Rhymes)                   | —                                   | 106                                 | —                                   | —                                   | —                                   |               | Tha Carter III                       |
| 2008.                                                                                      | "See You In My Nightmares" (Kanye West featuring Lil Wayne) | 21                                  | —                                   | —                                   | 22                                  | 111                                 |               | 808s & Heartbreak                    |
| 2008.                                                                                      | "Last of a Dying Breed" (Ludacris featuring Lil Wayne)      | 65                                  | —                                   | —                                   | —                                   | —                                   |               | Theater of the Mind                  |
| 2009.                                                                                      | "Kobe Bryant"                                               | —                                   | 119                                 | —                                   | —                                   | —                                   |               | Singl nije s albuma                  |
| 2009.                                                                                      | "Hot Revolver" (featuring Dre)                              | 33                                  | —                                   | —                                   | 54                                  | 132                                 |               | Singl nije s albuma                  |
| 2009.                                                                                      | "I Get Crazy" (Nicki Minaj featuring Lil Wayne)             | —                                   | 37                                  | 20                                  | —                                   | —                                   |               | Beam Me Up Scotty                    |
| 2009.                                                                                      | "I'm Goin' In" (Drake featuring Lil Wayne & Young Jeezy)    | 40                                  | 28                                  | 11                                  | —                                   | —                                   | - SAD: Zlatna | So Far Gone                          |
| 2010.                                                                                      | "Fuck Today" (featuring Gudda Gudda)                        | 76                                  | —                                   | —                                   | —                                   | —                                   |               | Singl nije s albuma                  |
| 2010.                                                                                      | "American Star" (featuring Shanell)                         | 91                                  | —                                   | —                                   | —                                   | —                                   |               | Rebirth                              |
| 2010.                                                                                      | "Knockout" (featuring Nicki Minaj)                          | 44                                  | —                                   | —                                   | —                                   | —                                   | - SAD: Zlatna | Rebirth                              |
| 2010.                                                                                      | "I'm Single"                                                | 82                                  | 38                                  | 23                                  | —                                   | —                                   |               | No Ceilings & I Am Not a Human Being |
| 2010.                                                                                      | "Bill Gates"                                                | 75                                  | —                                   | —                                   | —                                   | —                                   |               | I Am Not a Human Being               |
| 2010.                                                                                      | "Gonorrhea" (featuring Drake)                               | 17                                  | 115                                 | —                                   | 86                                  | —                                   |               | I Am Not a Human Being               |
| 2010.                                                                                      | "What's Wrong With Them" (featuring Nicki Minaj)            | 42                                  | —                                   | —                                   | 45                                  | 83                                  |               | I Am Not a Human Being               |
| 2010.                                                                                      | "I Am Not a Human Being"                                    | 65                                  | —                                   | —                                   | —                                   | —                                   |               | I Am Not a Human Being               |
| 2010.                                                                                      | "Hold Up" (featuring T-Streets)                             | 102                                 | —                                   | —                                   | —                                   | —                                   |               | I Am Not a Human Being               |
| 2010.                                                                                      | "That Ain't Me" (featuring Jay Sean)                        | 105                                 | —                                   | —                                   | —                                   | 196                                 |               | I Am Not a Human Being               |
| 2010.                                                                                      | "With You" (featuring Drake)                                | 111                                 | 117                                 | —                                   | —                                   | —                                   |               | I Am Not a Human Being               |
| 2010.                                                                                      | "Popular" (featuring Lil Twist)                             | 113                                 | —                                   | —                                   | —                                   | —                                   |               | I Am Not a Human Being               |
| "—" znači da singl nije objavljen u tom području ili da nije dospio je glazbenu ljestvicu. |                                                             |                                     |                                     |                                     |                                     |                                     |               |                                      |

### Suradnje
| Godina | Singl                                                                  | Završne pozicije na top ljestvicama | Završne pozicije na top ljestvicama | Završne pozicije na top ljestvicama | Certifikacije        | Album                 |
| Godina | Singl                                                                  | SAD                                 | SAD R&B                             | SAD Rap                             | Certifikacije        | Album                 |
| ------ | ---------------------------------------------------------------------- | ----------------------------------- | ----------------------------------- | ----------------------------------- | -------------------- | --------------------- |
| 2000.  | "Project Chick" (zajedno s Cash Money Millionaires)                    | 47                                  | 17                                  | —                                   |                      | Baller Blockin'       |
| 2001.  | "Hardball" (zajedno s Bow Wow, Lil' Zane, & Sammie)                    | —                                   | 77                                  | —                                   |                      | Hardball              |
| 2006.  | "Stuntin' Like My Daddy" (zajedno s Birdman)                           | 21                                  | 7                                   | 5                                   | - SAD: Platinasta    | Like Father, Like Son |
| 2006.  | "Leather So Soft" (zajedno s Birdman)                                  | 118                                 | 41                                  | 16                                  | - SAD: Platinasta    | Like Father, Like Son |
| 2007.  | "Know What I'm Doin'" (zajedno s Birdman featuring T-Pain & Rick Ross) | —                                   | 58                                  | 22                                  |                      | Like Father, Like Son |
| 2007.  | "You Ain't Know" (zajedno s Birdman)                                   | —                                   | 56                                  | —                                   |                      | Like Father, Like Son |
| 2009.  | "Every Girl" (zajedno s Young Money)                                   | 10                                  | 2                                   | 2                                   | - SAD: Zlatna        | We Are Young Money    |
| 2009.  | "BedRock" (zajedno s Young Money featuring Lloyd)                      | 2                                   | 2                                   | 1                                   | - SAD: 3× Platinasta | We Are Young Money    |
| 2010.  | "Roger That" (zajedno s Young Money)                                   | 56                                  | 15                                  | 6                                   |                      | We Are Young Money    |
| 2010.  | "We Are the World 25 for Haiti" (zajedno s Izvođačima za Haiti)        | 2                                   | —                                   | —                                   |                      | Singl nije s albuma   |

## Vanjske poveznice
- Diskografija  Arhivirana inačica izvorne stranice od 3. rujna 2011. (Wayback Machine)
- Uspjeh na top ljestvicama